# کانسیلر

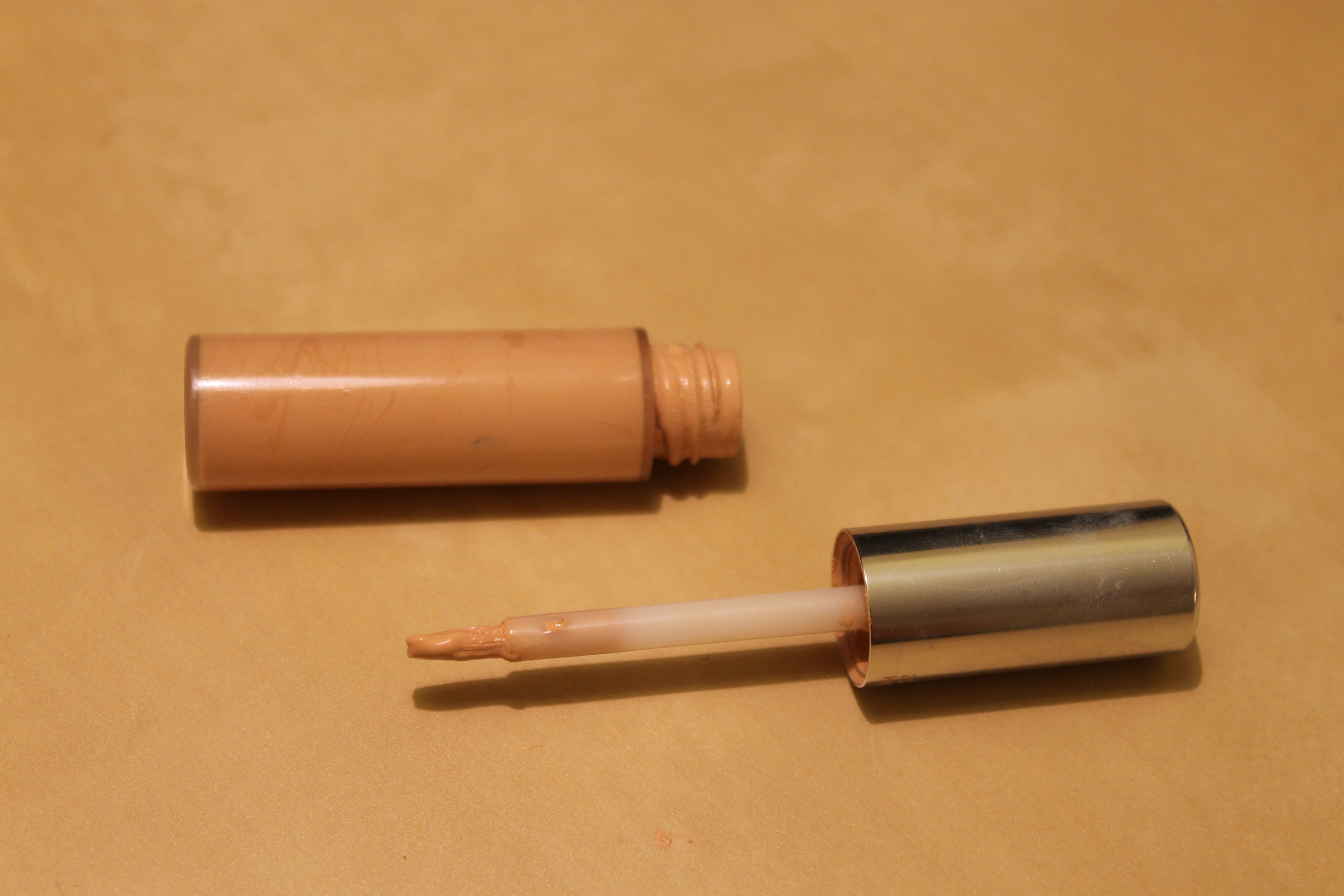
کانسیلر مایع

تصحیح کننده رنگ یا کانسیلر (به انگلیسی: Concealer) نوعی از مواد آرایشی است که برای پوشاندن دوایر سیاه، لکه‌های پیری، منافذ بزرگ پوست و سایر لکه‌های کوچک قابل رویت روی پوست استفاده می‌شود. شبیه کرم پایه، اما ضخیم‌تر است و برای پوشاندن رنگدانه‌های مختلف استفاده می‌شود که از طریق یک‌رنگ کردن کردن نقص‌ها با رنگ پوست اطراف آن، اثر می‌گذارد.
از کانسیلر و کرم پایه به‌طور معمول برای ایجاد رنگ پوست یکنواخت استفاده می‌شود. این دو نوع لوازم آرایشی از این نظر متفاوت هستند که مواد کانسیلر رنگدانه بیشتری دارند، اگرچه کانسیلر و کرم‌پودر هر دو در طیف وسیعی از رنگ‌ها موجود هستند. از کانسیلر می‌توان به تنهایی یا به همراه کرم پایه استفاده کرد. از مایع تا پودر به اشکال مختلف وجود دارد. اولین کانسیلر موجود در بازار از کارخانه مکس‌فکتور بود که در سال ۱۹۵۴ راه اندازی شد. آرایش استتار یک نوع کانسیلر رنگدانه ای بسیار سنگین تر است. این ماده برای پوشاندن تغییر رنگ شدید پوست در مواردی مثل خطوط بعد از زایمان، زخم و ویتیلیگو استفاده می‌شود.
کانسیلر در انواع سایه‌ها موجود است. هنگام انتخاب کانسیلر، افراد تمایل دارند یک یا دو سایه روشن‌تر از رنگ پوست خود انتخاب کنند تا لکه‌ها و تیرگی‌های زیر چشم را بهتر پنهان کنند. برخی از رنگ‌ها به نظر می‌رسد مانند رنگ پوست طبیعی هستند، در حالی که برخی دیگر برای از بین بردن رنگ نوع خاصی از لکه‌ها هستند. از کانسیلرهایی با ته رنگ زرد برای مخفی کردن سیاهی حلقه‌ها استفاده می‌شود. سبز و آبی می‌توانند لکه‌های قرمز روی پوست را خنثی کنند، مانند مواردی که در اثر جوش، خونریزی مویرگ‌ها یا آکنه روزاسه ایجاد می‌شوند. کانسیلر رنگ مایل به بنفش می‌تواند چهره‌های زردرنگ را روشن‌تر نشان دهد.

## انواع
وقتی دربارهٔ کانسیلر صحبت می‌شود، محصولات متنوعی برای مصارف مختلف وجود دارد. کانسیلر می‌تواند برای پنهان کردن لکه‌ها، محو کردن حلقه‌های تیره، برجسته سازی و اصلاح رنگ به کار رود.

### کانسیلر لک
وقتی که می‌خواهید از کانسیلر برای پنهان کردن آکنه استفاده کنید، مطمئن شوید که کانسیلری خریداری می‌کنید که به رنگ پوست شماست و همچنین ضخیم و از نظر رنگدانه غنی است. این نوع کانسیلرها معمولاً حاوی مواد ضد آکنه هستند و در حالی که به مخفی کردن آکنه کمک می‌کنند، باعث بهبود پوست نیز می‌شوند. این کانسیلر بسیار سنگین است بنابراین بهتر است فقط برای قسمت «لکه» ها استفاده شود، در غیر این صورت آرایش شما به صورت کیکی در می‌آید. بهترین کانسیلرها برای این کار NARS Radiant Creamy Concealer , Laura Mercier Secret Camouflage Concealer، Maybelline FIT ME و MAKE UP FOR EVER Ultra HD Concealer هستند. این کانسیلرها برای این استفاده بهترین اثر را دارند، زیرا کرمی هستند و روی لکه‌ها به‌طور یکنواخت ترکیب می‌شوند.

### کانسیلر روشن کننده / برجسته‌کننده
اخیراً استفاده از کانسیلر برای برجسته سازی به یکی از تکنیک‌های بسیار محبوب آرایش تبدیل شده‌است. با استفاده از کانسیلر یک تا دو سایه روشن‌تر از رنگ پوست خود، یک V را زیر چشم خود می‌کشید تا سایه سیاه زیر چشم را بپوشاند. پس از مالیدن، قسمت تیرگی زیر چشم روشن‌تر دیده می‌شود. این روش را می‌توان در مناطق دیگری از صورت که می‌خواهید در آنها نور بیشتری ایجاد کنید، استفاده کنید. از کانسیلر دو سایه تیره، می‌توانید برای کانتورینگ نیز استفاده کنید. به این طریق که از آن در حفره‌های گونه و محیط خارجی صورت استفاده می‌کنید.

### تصحیح رنگ
تصحیح رنگ شامل استفاده از کانسیلرهای با رنگ هلو، سبز و بنفش برای از بین بردن برخی از مناطق تغییر رنگ پوست می‌باشد. هر کدام از این رنگ‌ها، یک رنگ یا تیرگی خاص را برطرف می‌کند. وقتی می‌خواهید قرمزی را از بین ببرید، از رنگ سبز استفاده می‌شود. رنگ هلویی برای از بین بردن حلقه‌های تیره آبی استفاده می‌شود و نهایتاً بنفش، لکه‌های زرد را از بین می‌برد. هنگام استفاده از این تکنیک توجه به این نکته مهم است که این کار باید قبل از استفاده از کرم‌پودر و فقط به صورت لایه‌ای نازک استفاده شود.

## انتخاب
بسته به نوع پوست، برخی از کانسیلرها بهترین عملکرد را روی پوست دارند. کانسیلر می‌تواند به صورت مایع، کرم یا سفت باشد.

### کانسیلر مایع
کانسیلر مایع محبوب‌ترین است، زیرا برای بیشتر پوست‌ها جواب می‌دهد. این کانسیلر برای لکه‌های آکنه نیز به خوبی اثر می‌گذارد، زیرا در اطراف آکنه جمع نمی‌شود و در جای زخم وارد نمی‌شود. کانسیلر باید با پودر تنظیم شود وگرنه باعث چین خوردن خطوط ریز پوست شما می‌شود.

### کانسیلر سفت
کانسیلر سفت برای موارد بسیار خاصی استفاده می‌شود زیرا ضخامت آن بیشتر از مایع است و پوشانندگی زیادی دارد. این نوع کانسیلر نیز به دلیل بسته‌بندی و قابلیت استفاده از آن به صورت مالشی، مورد استقبال است. این کانسیلر در لکه‌ها و مناطق کوچک تغییر رنگ یافته بهتر عمل می‌کند.

### کانسیلر کرمی
این نوع کانسیلر مانند کانسیلر سفت است زیرا پوشانندگی قابل توجهی را ارائه می‌دهد. با این حال، لازم است که آن را با برس بزنید زیرا به دلیل رنگدانه زیاد، ممکن است سنگین به نظر برسد.

### کانسیلر مدادی
این نوع کانسیلر که به صورت کرم یا موم تولید می‌شود، می‌تواند برای پوشاندن لکه‌های کوچک استفاده شود. همچنین ممکن است برای شکل‌دادن به فرم ابروها یا خطوط داخلی مژه‌ها برای روشن جلوه دادن چشم استفاده شود.

## عناصر
برخی از مواد رایج موجود در کلیه محصولات کانسیلر شامل موارد زیر می‌شود:
- روغن دانه Ricinus Communis (کرچک)
- دی متیکون
- گلیسرین
- تالک
- پروتئین برنج هیدرولیز شده
- گلیسیریل استئارات
- کائولن
- روغن معدنی
- نشاسته ذرت هیدرولیز شده
- عطر
- الکل اویل
- سدیم کلرید
- افزودنی رنگ
- اب